# Трикветрум

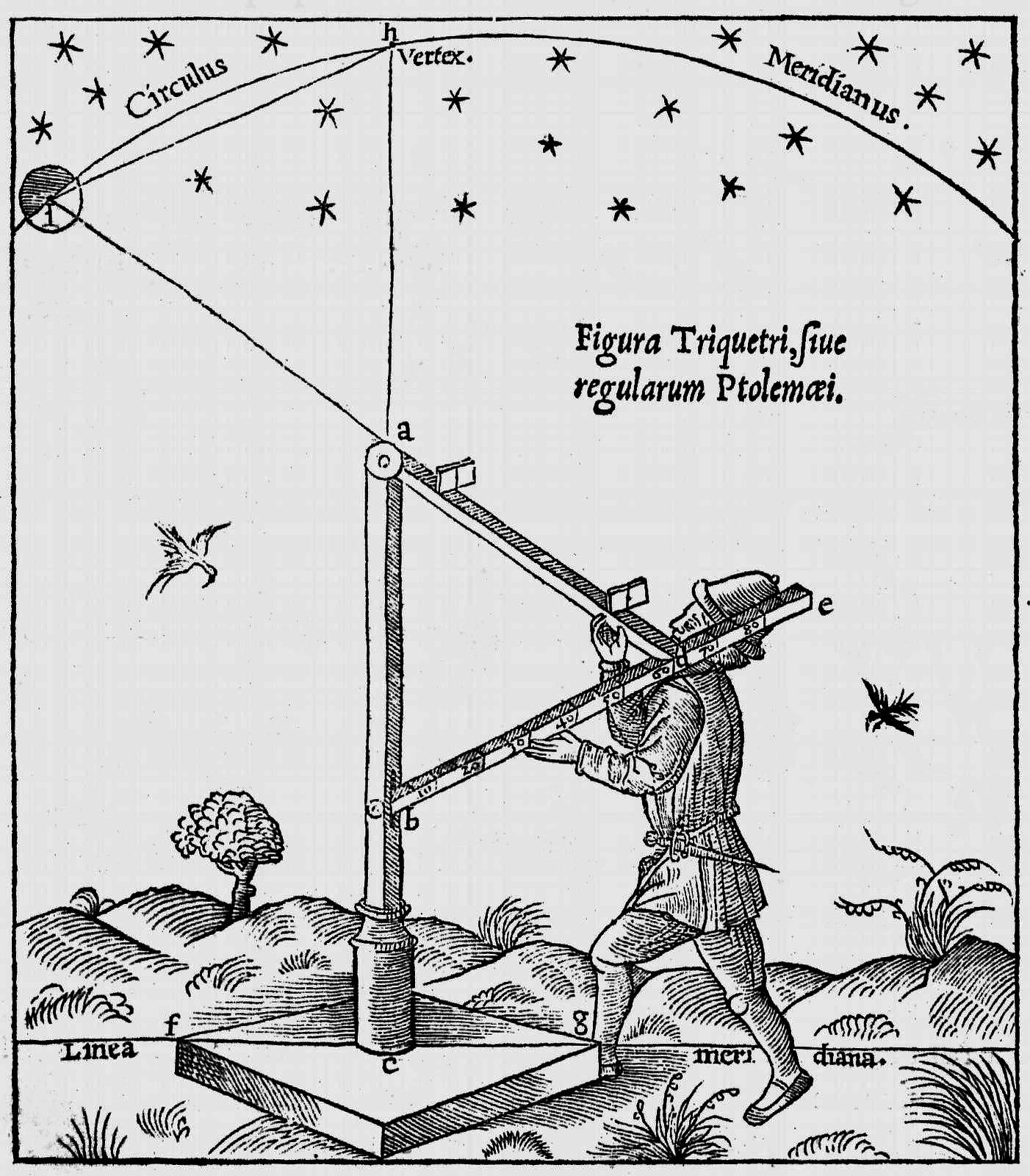
Схема використання лінійки Птолемея в книзі математика Оронція Фінеуса (1544)

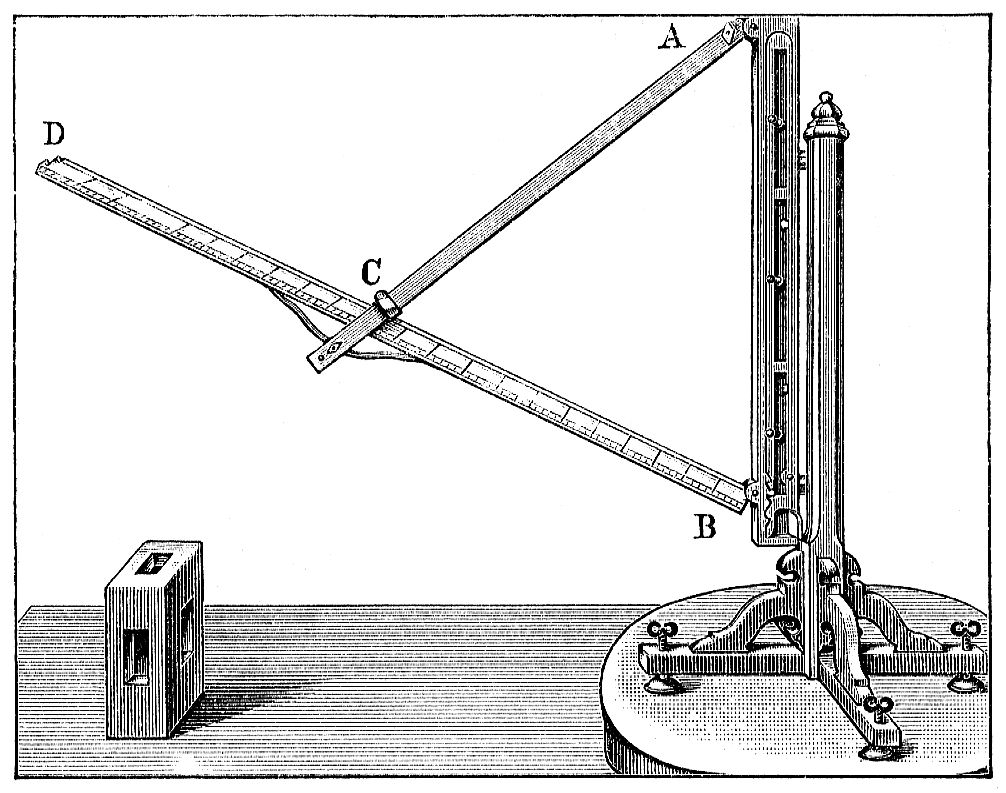
Трикветрум Коперника

Три́кветрум (лат. triquetrum від triquetrus — трикутний, тригранний), трикветр, лінійка паралактична — давній астрономічний кутомірний інструмент, що застосовувався для вимірювання зенітних відстаней небесних світил і паралаксу Місяця. Спосіб застосування трикветра описали Птолемей в «Альмагесті» (V.12) і Коперник у книзі «Про обертання небесних сфер» (IV.15).
Складався з трьох шарнірно-з'єднаних стержнів, що утворюють рівнобедрений трикутник, у якого кут при вершині міг змінюватися відповідно до вимірюваної зенітної відстані. Мірою кута служила довжина стержня з нанесеними на нього поділками, розташованого в основі трикутника.
Трикветрум використовувався при астрономічних спостереженнях аж до XVI століття.

## Ресурси Інтернету
Вікісховище має мультимедійні дані за темою: Трикветрум